# Iedereen laag
Iedereen laag is een lied van de Nederlandse rapper Sevn Alias en de Marokkaans-Nederlandse rapper Lijpe. Het werd in 2022 als single uitgebracht.

## Achtergrond
Iedereen laag is geschreven door Abdel Achahbar, Anneudy Gonzalez, Salif Traoré en Sevaio Mook en geproduceerd door AG BLAXX. Het is een nummer dat past in de genres nederhop en trap. In het lied rappen de artiesten over hoe succesvol ze zijn en over andere zaken in hun leven.
Het is niet de eerste keer dat de twee artiesten met elkaar samenwerken. Dit deden ze eerder al op Mandela, Woosh, Codes, In de streets en Bando baby.

## Hitnoteringen
De artiesten hadden bescheiden succes met het lied in Nederland. Het kwam tot de 53e plaats van de Single Top 100 in de twee weken dat het in deze hitlijst te vinden was. De Top 40 en haar Tipparade werden niet bereikt.